# Halmstads byvåben
Halmstads byvåben stammer fra et segl fra begyndelsen af 1600-tallet. 1974 blev våbenet registreret for Halmstads kommun.
I Sverige er det alene kommunerne Halmstad, Landskrona og Malmö som har tilbehør uden for skjoldet (hjelm eller krone og andre udenværker) registreret for sit kommunevåben. Kommunerne kan naturligvis også anvende skjoldet alene.

## Blasonering
Sköld: i blått fält en bjälke av silver, belagd med tre av öppna kronor av guld krönta röda hjärtan; hjälmtäcke: invändigt av silver och utvändigt blått; vulst: av silver och blått samt som hjälmprydnad: tre sädeskärvar av guld vid sidan om varandra.
(På dansk: I et blåt felt, en sølvbjælke belagt med tre røde hjerter med gyldne kroner. Hjelmfigur: På en sølv og blå vulst tre gyldne neg. Hjelmklædet blåt udvendigt og sølv indvendigt.)

## Baggrund
Det ældste segl viser en hjelm, hvad der kan være et talende våben, da byens tyske navn på den tid var Helmstade. Også hjelmens hjemfigur kan være talende, da det indeholdt kornaks eller halmneg.
Det nuværende våben skabtes mens byen, sammen med resten af Halland, endnu var dansk. Det er usikkert, hvordan våbenet er blevet til, men Christian IV havde et kronet hjerte i sit personlige segl, så det sandsynligvis derfra, det kommer. Hjertet i seglet formodes at komme fra hjerterne i Danmarks rigsvåben, til trods for at disse hjerter almindeligvis antages oprindeligt at have været søblade. Byen fortsatte med at anvende den tidligere anvendte hjelm, nu blot over det nyskabte våbenskjold.
I nogle sammenhænge anvendes alene tre kronede hjerter, uden skjoldet – også i kommunens slogan, "Halmstad, staden med tre hjärtan".

## Våbener for tidligere kommuner inden for den nuværende kommune
Harplinge kommun (før 1971 landskommun) havde også våben (fra 1958), men efter kommunalreformen 1971-74 registrerede Halmstads kommun det gamle byvåben uforandret.
- Harplinge landskommun
(1958-1970)
Harplinge kommun
(1971-1973)